# Laura Kenny
Dame Laura Rebecca Kenny (geboortenaam Trott) MBE (Harlow, 24 april 1992) is een Brits voormalig baanwielrenster. Ze is vijfvoudig olympisch kampioen: in 2012 en 2016 in zowel het omnium als in de ploegenachtervolging en in 2021 won ze de puntenkoers.

## Loopbaan

### Jeugd
Bij de jeugd focuste ze zich vooral op de sprintonderdelen, vanaf 2009 verlegde ze haar focus op de duuronderdelen. Naast enkele nationale titels behaalde Trott als junior samen met Jessica Booth en Ella Sadler Andrews in 2009 de Europese titel in de ploegenachtervolging. Op datzelfde EK eindigde Trott ook twee maal als derde, op zowel de achtervolging als de puntenkoers. Op het WK voor junioren in 2010 presteerde Trott sterk. In het omnium won Trott voor de Australische Isabella King en Coryn Rivera uit de VS. In zowel de individuele achtervolging als de puntenkoers moest ze vrede nemen met het zilver, respectievelijk Amy Cure en Julie Leth bleken te sterk.

### 2010-2012: Begin en tweemaal olympisch goud
Vanaf eind 2010 maakte de 18-jarige Trott haar debuut bij de elites. Haar eerste grote kampioenschap was het EK. Samen met Katie Colclough en Wendy Houvenaghel hield ze de Litouwse en Duitse dames af, en werd zo Europees kampioen. Op haar eerste Wereldkampioenschap, begin 2011, behaalde ze haar eerste wereldtitel. Aan de zijde van Wendy Houvenaghel en Danielle King klopte Groot-Brittannië de VS en Australië. Later in datzelfde jaar volgde twee Europese titels. Tijdens de ploegenachtervolging prolongeerde ze haar titel, maar ook in het omnium pakte Trott een gouden medaille.
Het jaar 2012 stond voor Trott volledig in het teken van de nakende Olympische Spelen. Het WK dat in Australië gehouden werd, was een belangrijke parameter. Samen met Danielle King en Joanna Rowsell won ze overtuigend de ploegenachtervolging, individueel schitterde ze door ook de wereldtitel in het omnium te bemachtigen. Door deze twee wereldtitels was ze zowel favoriete om op de Spelen het goud te pakken in zowel de ploegenachtervolging als het omnium. In de ploegenachtervolging eindigde Groot-Brittannië in zowel de kwalificaties als in de eerste ronde als eerste. In de finale strijd om goud kwamen Trott, King en Rowsell uit tegen Amerikaanse drietal Sarah Hammer, Dotsie Bausch en Jennie Reed. In de finale brak het Britse trio met een wereldrecord 3:14.051, de Amerikaanse waren ruim 5 seconden trager. Enkele dagen later volgde het omnium. Ze was in een hevige strijd verwikkeld met Sarah Hammer. Het was uiteindelijk Trott, met slechts één punt verschil, die aan het langste eind trok.

### 2013-2015: Vaste waarde in het baanwielrennen
Voor het seizoen 2013 wisselde Trott van team, ze kwam vanaf nu uit voor Wiggle Honda. Ondanks het feit dat ze steeds meer op de weg ging koersen bleef Trott in eerste plaats een baanwielrenners. Op het WK begin 2013, kon Trott haar wereldtitel omnium niet verlengen, Sarah Hammer was te sterk. In de ploegenachtervolging wist ze in de samenstelling Trott, King en Elinor Barker wel voor de derde maal op rij de wereldtitel binnen te slepen. Een jaar later behaalde ze op het WK exact hetzelfde resultaat. In tussentijd was ze er al wel in geslaagd op het EK, eind 2013, de titel in beide disciplines te bemachtigen.
In de zomer van 2014 won Trott haar eerste grote wedstrijd op de weg. Op het Brits nationaal kampioenschap te Abergavenny zat Trott op het heuvelachtige parcours al snel in de kopgroep van acht. Toen topfavoriete Elizabeth Armitstead vlak voor het ingaan van de laatste ronde demarreerde kon niemand volgen. Dani King ging in de laatste ronde alleen op zoek naar Armistead, en al snel konden Trott en Emma Pooley aansluiten. Ook Sharon Laws kwam nog aansluiten. Met zen vijven sprintte ze voor de zege. Trott haalde het voor ploegmaat King, Armistead pakte brons. Bij haar terugkeer op de baan, tijdens het EK 2014, prolongeerde ze wederom haar titel in zowel het omnium als de ploegenachtervolging. Tijdens het daaropvolgende WK zijn het verrassend de Australische vrouwen die de ploegenachtervolging winnen, Groot-Brittannië met Trott moet vrede nemen met zilver. Ook tijdens het omnium is een Australische te sterk voor Trott: Annette Edmondson won voor Trott.

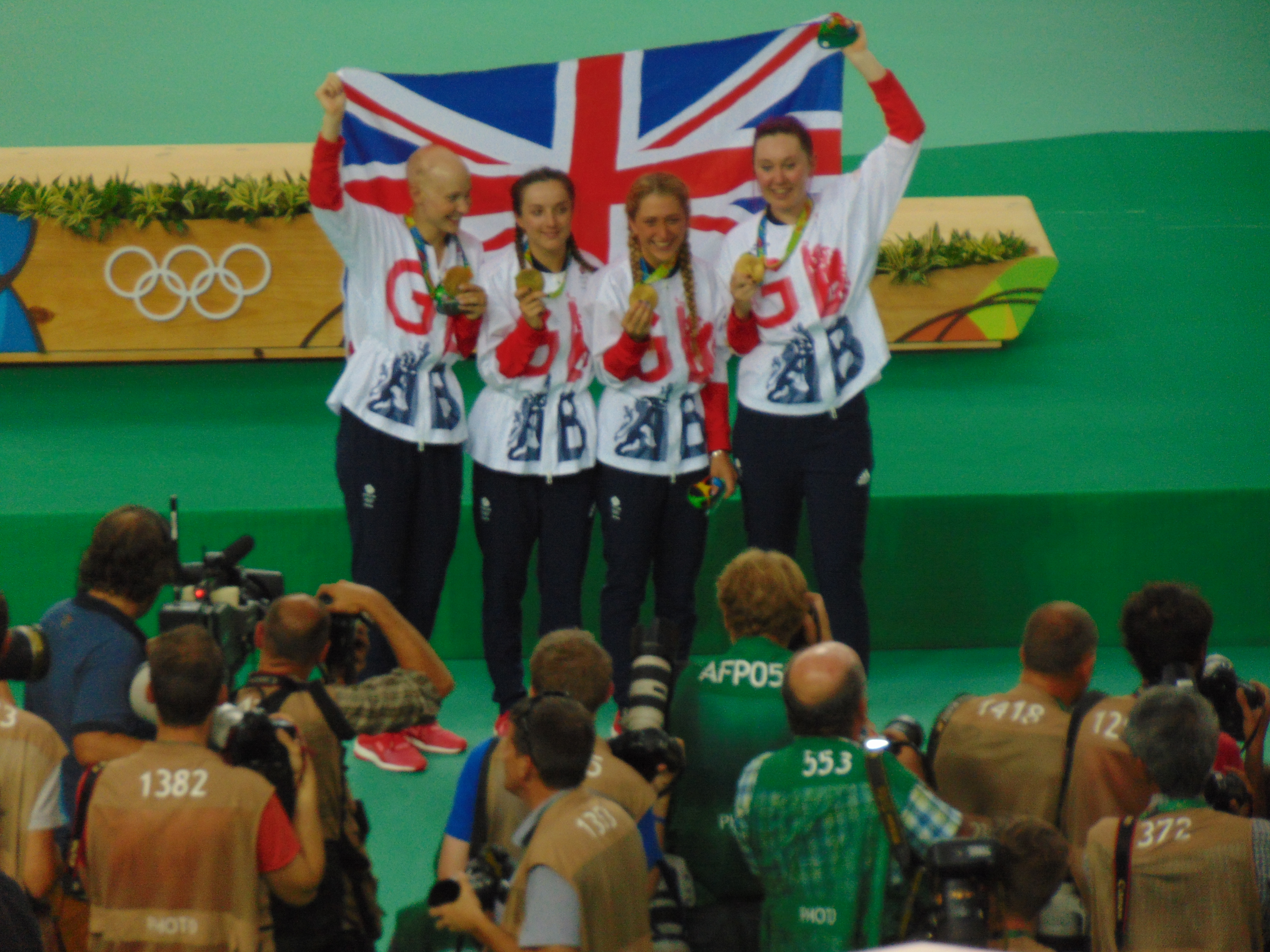
Olympische kampioenen in Rio 2016

### 2016: 3de en 4de keer olympisch goud
Op het EK 2015 won Trott goud op de onderdelen omnium, scratch en ploegenachtervolging en op het WK 2016 goud op het omnium en de scratch en brons op de ploegenachtervolging, als voorbereiding op de Olympische spelen 2016. In Rio de Janeiro prolongeerde ze haar beide olympische titels, zowel op het omnium als de ploegenachtervolging; deze keer met Katie Archibald, Elinor Barker en (net als in 2012) met Joanna Rowsell.

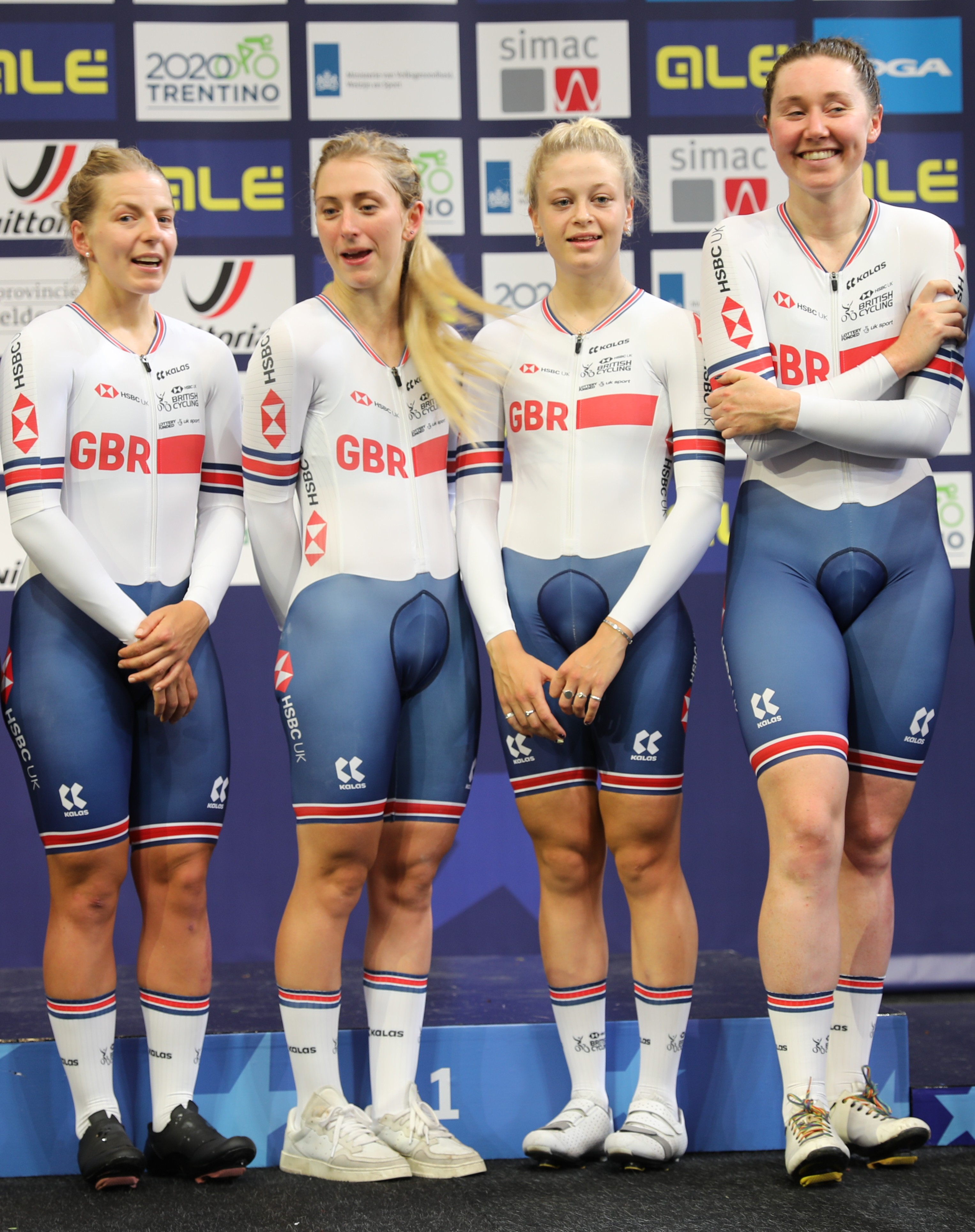
Europese kampioenen in Apeldoorn 2019

### 2018: rentree na huwelijk en bevalling
Zes maanden na haar bevalling keerde Laura Kenny terug op de baan. Op 1 maart 2018 tijdens de wereldkampioenschappen in Apeldoorn greep ze naast het goud in de ploegenachtervolging. In augustus won ze goud in zowel de afvalkoers en ploegenachtervolging tijdens de Europese kampioenschappen baanwielrennen 2018 in Glasgow. In 2019 en 2020 behaalde ze eveneens WK-zilver op de ploegenachtervolging. In die jaren won ze met de ploeg wel goud tijdens het EK.

### Tokio en afscheid
In augustus 2021 nam ze deel aan de Olympische Zomerspelen 2020 in Tokio, waar ze goud won op de koppelkoers (met Katie Archibald) en zilver op de ploegenachtervolging. Tijdens de Gemenebestspelen 2022 in Birmingham won ze goud in de scratch. In maart 2024 beëindigde ze haar carrière.

## Privéleven
Laura Trott trouwde op 24 september 2016 met haar collega-baanwielrenner Jason Kenny. Elf maanden later, op 23 augustus 2017, beviel ze van hun eerste zoon. In november 2021 had ze een miskraam en in januari 2022 werd ze geopereerd vanwege een buitenbaarmoederlijke zwangerschap. Op 20 juli 2023 beviel ze van hun tweede zoon.
In de New Years Honors List van 2022 werden Laura Trott en haar man beiden in de adelstand verheven. Laura's oudere zus Emma Trott was tot 2014 ook wielrenster.

## Palmares

### Wegwielrennen
2013
- RideLondon Grand Prix

2014
- Brits kampioene wielrennen op de weg, Elite

### Baanwielrennen
| 2009                    | achtervolging · puntenkoers · scratch · 500m                                       | ploegenachtervolging · achtervolging · puntenkoers |                                         |                                   | |                                                       |
| 2010                    | achtervolging · puntenkoers · 500m                                                 |                                                    | omnium · achtervolging · puntenkoers    |                                   | |                                                       |
| Beloften                |                                                                                    |                                                    |                                         |                                   | |                                                       |
| 2011                    |                                                                                    | achtervolging · ploegenachtervolging · scratch     |                                         |                                   | |                                                       |
| 2012                    |                                                                                    |                                                    |                                         |                                   | |                                                       |
| 2013                    |                                                                                    | achtervolging · omnium · puntenkoers               |                                         |                                   | |                                                       |
| Elites                  |                                                                                    |                                                    |                                         |                                   | |                                                       |
| 2009                    | ploegkoers                                                                         |                                                    |                                         |                                   | |                                                       |
| 2010                    | derny · achtervolging · ploegkoers                                                 | ploegenachtervolging                               |                                         |                                   | Cali: · ploegenachtervolging |                                                       |
| 2011                    | achtervolging · puntenkoers · scratch · omnium · 500m                              | omnium · ploegenachtervolging                      | ploegenachtervolging                    |                                   | Cali: · ploegenachtervolging · omnium                                                                                                |                                                       |
| 2012                    |                                                                                    |                                                    | omnium · ploegenachtervolging           | omnium · ploegenachtervolging     | Londen: · ploegenachtervolging · omnium · Glasgow: · omnium · ploegenachtervolging                                                   |                                                       |
| 2013                    | achtervolging · omnium · ploegenachtervolging · ploegkoers · puntenkoers · scratch | omnium · ploegenachtervolging                      | ploegenachtervolging · omnium           |                                   | Manchester: · omnium · ploegenachtervolging · Aguascalientes: · omnium                                                               |                                                       |
| 2014                    | ploegenachtervolging scratch · achtervolging · puntenkoers                         | omnium · ploegenachtervolging                      | ploegenachtervolging · omnium           |                                   | Guadalajara: · ploegenachtervolging · Londen: · omnium · ploegenachtervolging                                                        | Fenioux: · omnium · Commonwealth Games: · puntenkoers |
| 2015                    | achtervolging · puntenkoers · scratch                                              | omnium · ploegenachtervolging · scratch            | omnium · ploegenachtervolging           |                                   | Cali: · omnium | GP Pruszków: omnium scratch Manchester: puntenkoers   |
| 2016                    | ploegkoers                                                                         |                                                    | omnium · scratch · ploegenachtervolging | omnium · ploegenachtervolging     | Hong Kong: · omnium · scratch | Manchester: puntenkoers Fenioux: omnium               |
| geen deelnames in 2017. |                                                                                    |                                                    |                                         |                                   | |                                                       |
| 2018                    | omnium · ploegkoers                                                                | afvalling · ploegenachtervolging                   | ploegenachtervolging                    |                                   | Milton: · omnium · ploegenachtervolging · Berlijn: · ploegkoers · ploegenachtervolging · Londen: · ploegkoers · ploegenachtervolging |                                                       |
| 2019                    | omnium · scratch                                                                   | ploegenachtervolging · omnium · ploegkoers         | ploegenachtervolging                    |                                   | Minsk: · ploegkoers · omnium |                                                       |
| 2020                    |                                                                                    | ploegenachtervolging · omnium · ploegkoers         | ploegenachtervolging                    |                                   | Milton: · ploegkoers |                                                       |
| 2021                    |                                                                                    |                                                    |                                         | ploegkoers · ploegenachtervolging | |                                                       |
| 2022                    |                                                                                    |                                                    |                                         |                                   | Nations Cup Glasgow: ploegenachtervolging                                                                                            | Commonwealth Games: · scratch, · ploegenachtervolging |

## Onderscheidingen
Eind 2021 werden Laura en haar man Jason Kenny bevorderd tot Dame en Sir in de Orde van het Britse Rijk.
2012: King, Rowsell, Trott ·
2016: Archibald, Barker, Rowsell, Trott  ·
2020: Brauße, Brennauer, Klein, Kröger ·
2024: Dygert, Faulkner, Valente, Williams
2012: Laura Trott · 
2016: Laura Trott · 
2020: Jennifer Valente ·
2024: Jennifer Valente
2020: Katie Archibald & Laura Kenny ·
2024: Chiara Consonni & Vittoria Guazzini
- Library of Congress Control Number: nb2018002891
- Virtual International Authority File: 4721151965417600470006
- WorldCat: E39PBJmDhyDkt6MkT63wDm4pfq